# メロンソーダ

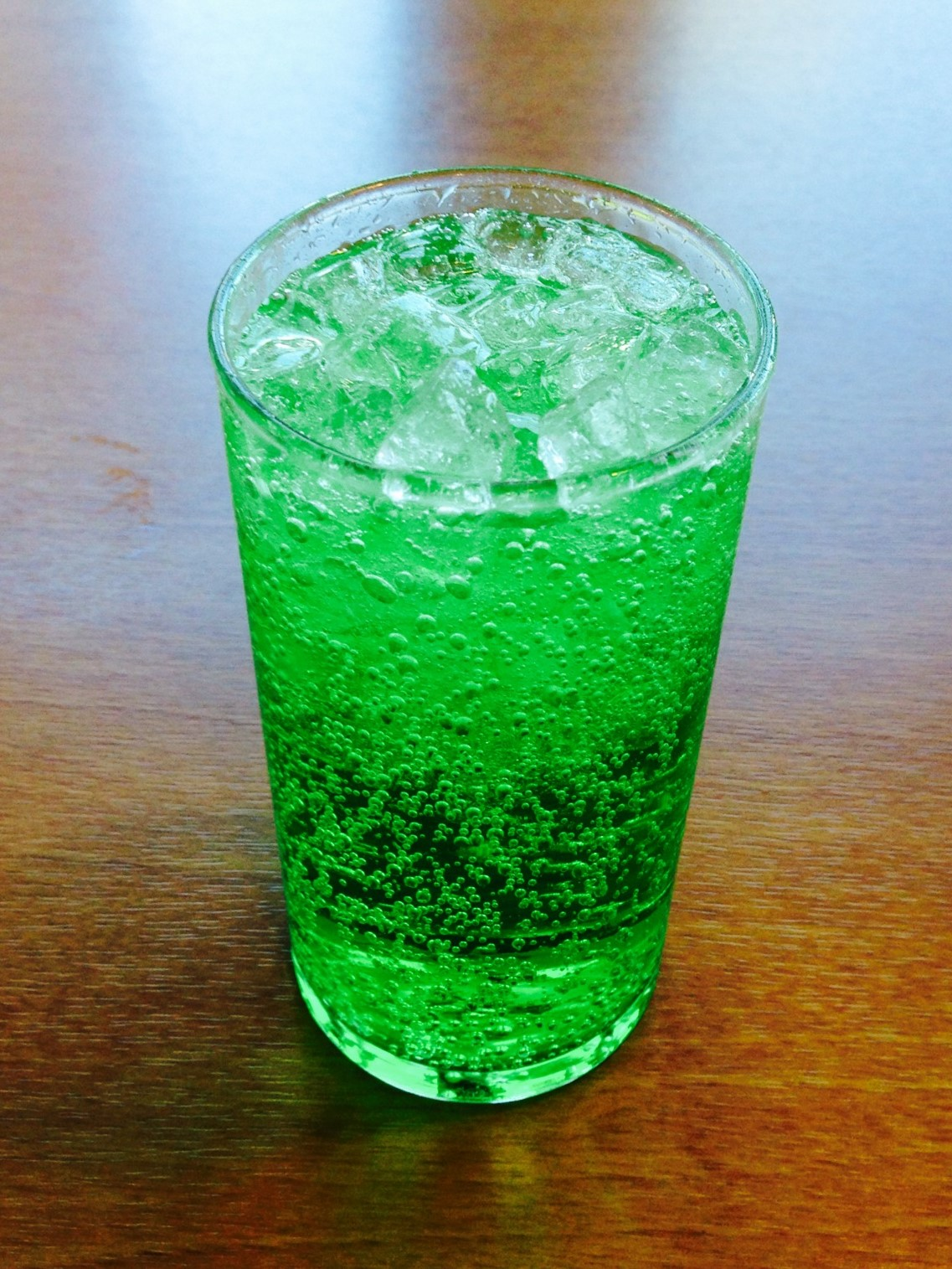
メロンソーダ

メロンソーダは、炭酸飲料の一つで、炭酸水を食用色素（黄色4号と青色1号のブレンドや、ベニバナ黄色素、クチナシ蒼色素など）で緑色に着色し、甘味料で甘味をつけるなどしたものである。

## 概説
一般的なメロンの外皮を思わせる緑色をしてはいるが、食用色素（着色料）および香料や甘味料を組み合わせて作られた風味であり、メロンの果汁は使用していないものが一般的である。ただし、夕張メロンなど実際にメロンの果汁を入れた炭酸飲料もある。
喫茶店などで、単にソーダと呼ぶ時はメロンソーダを指すことが多い。また、ソーダにアイスクリームを載せたクリームソーダ（ソーダフロート）のベースとしても用いられる。ただし、沖縄県や諸外国ではクリームソーダと言う場合、普通はソーダにアイスクリームを乗せた飲料ではなく、バニラの香りがする茶褐色の炭酸飲料を指す。
風味は香料やクエン酸、リンゴ酸などの酸味料によるものである。メロンソーダは1970年代まで緑色のタール系合成着色料を使用していたが、近年では健康上での問題の懸念も一部で指摘されている事から、天然着色料が用いられているものもある。同様にオレンジ味の炭酸飲料も無果汁であることが多い。
通常は市販されている完成品を購入するが、かき氷用のメロンシロップを炭酸水で割ることにより家庭などでも作ることができる。粉末ジュースとして販売されているものもある。ファミリーレストランのドリンクバーの飲料として提供されていることも多い。
ソーダのみで食すだけでは無く、メロンソーダ味のアイスキャンデーやケーキなども販売されている。
ソ連でもメロンソーダに似た炭酸飲料「タルフン（グルジア語：ტარხუნა、英語版へのリンク）」が流通していた。